# Georg von Siemens
Georg von Siemens (21 de octubre de 1839 - 23 de octubre de 1901) fue un banquero y político liberal alemán. Miembro de la familia Siemens, tuvo un importante papel en la fundación del Deutsche Bank, del que formó parte de su junta directiva desde 1870 hasta 1900. Una de sus principales prioridades fue la financiación de proyectos ferroviarios internacionales, como el Ferrocarril del Pacífico Norte o el Ferrocarril de Bagdad.

## Semblanza

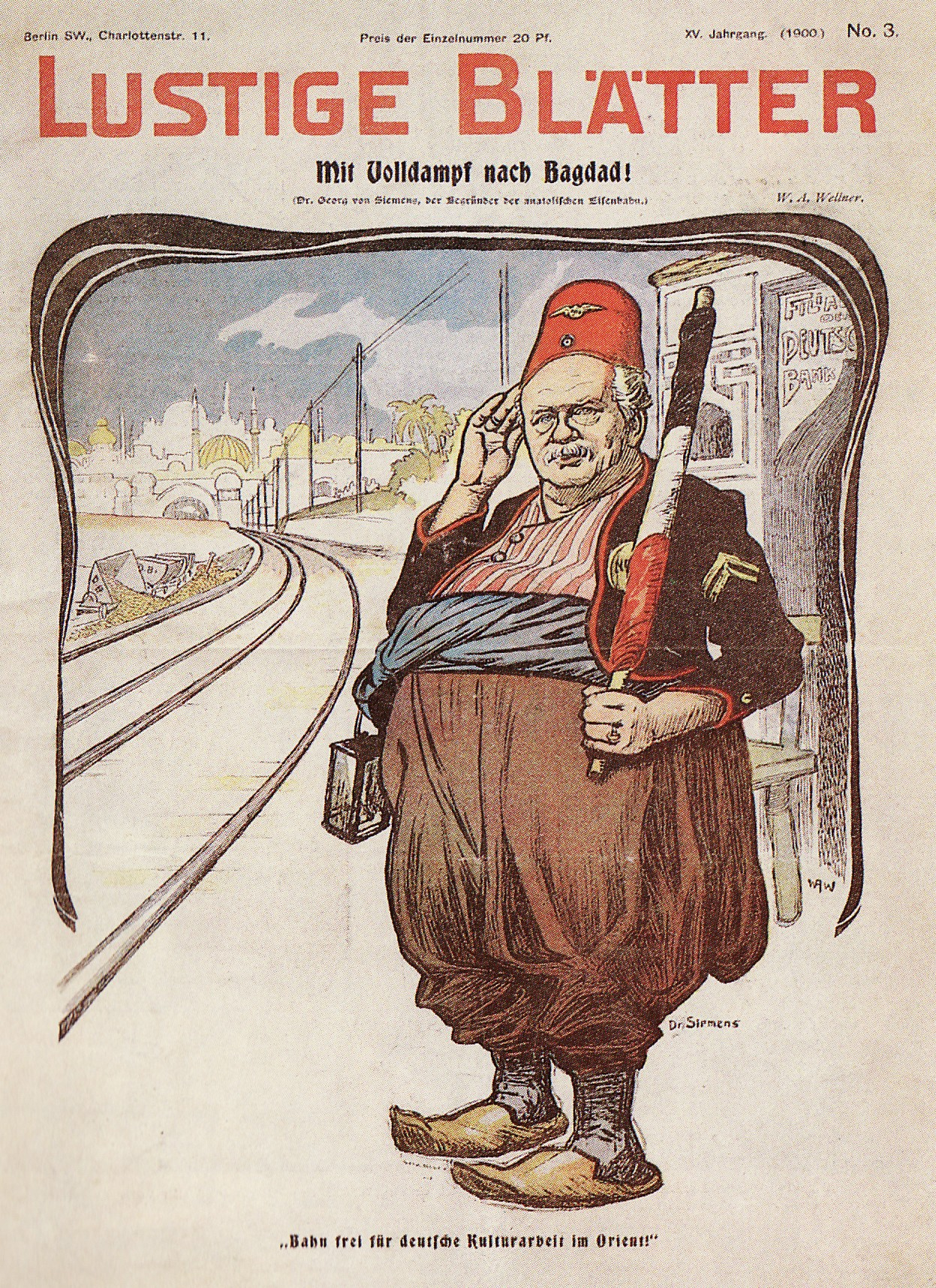
Georg von Siemens caricaturizado como guardavía del Ferrocarril de Bagdad: portada de la revista Lustige Blätter de 1900

Georg von Siemens nació en 1839 en Torgau, Prusia. Hijo del oficial judicial Johann Siemens y de Marie von Sperl, también era sobrino de los industriales Werner, William y Carl Heinrich Siemens. Su padre proporcionó la mayor parte de los fondos que contribuyeron inicialmente al establecimiento de la compañía Siemens & Halske.
En 1857 comenzó a estudiar derecho en la Universidad de Heidelberg justo antes de comenzar su servicio militar de un año en Berlín en 1858. Después de aprobar su examen estatal en 1860, trabajó como secretario de los tribunales de distrito en Jüterbog y Zossen. Después de trasladarse a Aachen en 1866, comenzó a asesorar a la compañía de Werner Siemens, su primo, Siemens, Halske & Co, antes de ser movilizado en el Regimiento de Infantería Renana para la guerra austro-prusiana. Ese mismo año, se convirtió en examinador estatal en la ciudad de Aquisgrán.
En 1867, Georg von Siemens fundó la Compañía Telegráfica Indoeuropea en Londres en nombre de su tío Werner Siemens. De 1868 a 1870, trabajó para esta compañía en Teherán, mediando entre los gobiernos británico y persa para asegurar a Siemens, Halske & Co. el cobro de los derechos generados por el tráfico telegráfico.
En 1870 regresó a Berlín y participó en la fundación del Deutsche Bank, del que en abril de ese año se convirtió en director antes de ser comisionado como teniente del 4º Regimiento de Infantería de Brandeburgo para la guerra franco-prusiana. En el consejo de administración de Deutsche Bank, Siemens asumió el papel de una "persona dinámica que concebía grandes proyectos, rebosante de ideas y que podía ponerse a trabajar rápidamente, no un especialista en origen". Su colega de la junta Wallich, lo caracterizó de la siguiente manera:

[Siemens]... buscó aprender de mí y pronto superó a su maestro. Inmediatamente reconocí su gran talento, y aunque tuve que luchar mucho con él (ya entonces me asustaba con su audaz sed de acción), seguíamos siendo respetuosos el uno con el otro, y en muchos casos cedí, siguiendo un sentimiento interior, de que sería indispensable para el futuro del banco.

De 1872 a 1874 lideró el establecimiento del Deutsche Bank en Londres, París, Nueva York, Argentina, Uruguay, Shanghái y Yokohama, aunque las cuatro últimas sucursales tuvieron que ser finalmente liquidadas debido a problemas financieros.
Desde 1874 hasta su muerte, fue elegido varias veces tanto para la Cámara de Representantes de Prusia como para el Parlamento del Imperio  Alemán. Hasta 1880 representó al Partido Nacional Liberal, luego a la Unión Liberal, de 1884 a 1893 al Partido Librepensador, y en los últimos años a la Unión Librepensadora.
A partir de la década de 1880, el Deutsche Bank gestionó bajo el liderazgo de Siemens la financiación de empresas industriales como la AEG de Emil Rathenau, Mannesmann AG, Bayer y BASF. En 1897 organizó la conversión de Siemens & Halske, la empresa en ese momento dirigida por sus primos Arnold y Wilhelm, en una sociedad anónima para fortalecer su base de capital. Otro foco de su trabajo fue la financiación de la construcción de ferrocarriles internacionales, como el Ferrocarril de Bagdad) en el imperio otomano y el Ferrocarril del Pacífico Norte en los Estados Unidos.
Georg Siemens se había casado en 1872 con Elise Görz (1850-1938), hija del abogado y político liberal de Hesse Joseph Görz. Juntos tuvieron seis hijas. Su segunda hija, Marie, se casó con el arqueólogo Theodor Wiegand, y su quinta hija, Annette, con el economista, banquero y político Karl Helfferich, autor de una biografía en tres volúmenes de Georg von Siemens.
La tumba de Georg von Siemens está en la cripta de la familia Siemens en el parque Schloss Ahlsdorf, en el distrito de Elba-Elster en Brandeburgo.

## Reconocimientos
- Georg Siemens fue elevado a la nobleza prusiana en 1899